# En amerikaner i Paris (film)
En Amerikaner i Paris er en amerikansk filmmusical fra 1951 instrueret af Vincente Minnelli. Filmen er baseret på George Gershwins musikkatalog. Filmens titel er også titlen på et af hans mest berømte kompositioner fra 1928 (An American in Paris). Georges bror Ira skrev lyrikken til filmen.

## Plot
Amerikanske Jerry Mulligan arbejder som maler i Paris, men har ikke mange penge på lommen. Heldigvis bliver han opdaget - og sponsoreret - af en rig kvindelig arving, men det viser sig, at hendes hjerte banker for mere end blot hans kunst. Samtidig forelsker Jerry sig i den franske pige Lise, men hende har også den populære cabaret-stjerne Henri set sig for øje.

## Indpilningen
Arbejdet med filmen kan siges at være begyndt på det tidspunkt, hvor producenten Arthur Freed spillede billard med sin gode ven George Gershwin. Allerede i 1928 skrev Gershwin et tonedigt af samme navn. Freed spurgte om Gershwin ville overveje at sælge titelen En amerikaner i Paris til ham. Gershwin svarede: Ja, hvis du kun bruger Gershwinmusik i filmen. Freed havde ikke nogen manus at starte fra, men det var let for ham at sælge ideen til filmselskabet MGM. Prøverne begyndte i juni 1950 og filmen havde premiere i USA den 9. november 1951. Kun de indledende scener, og en anden scene, hvor Jerry står og maler ved Seinen, blev filmet i Paris, blev resten filmet på MGM Studios i Hollywood.